# Municipal Borough of Wood Green

Wood Green in der früheren Grafschaft Middlesex

Der Municipal Borough of Wood Green war ein Bezirk im Ballungsraum der britischen Hauptstadt London. Er existierte von 1888 bis 1965 unter verschiedenen Bezeichnungen und lag im Nordosten der ehemaligen Grafschaft Middlesex.

## Geschichte
Wood Green war ursprünglich ein Ortsteil der Gemeinde Tottenham und erlebte in der zweiten Hälfte des 19. Jahrhunderts ein rasches Bevölkerungswachstum. Auf Drängen der Einwohner, die eine Verschlechterung der Infrastruktur beklagten, beschloss das britische Parlament im Jahr 1888 ein Gesetz, das die Trennung zur Folge hatte. Es ermöglichte auch die Schaffung eines städtischen Gesundheitsdistrikts (urban sanitary district) mit erweiterten Befugnissen im Infrastrukturbereich. 1894 rekonstituierte sich der Gesundheitsdistrikt als Urban District. Dieser wiederum erhielt 1933 den Status eines Municipal Borough.
Bei der Gründung der Verwaltungsregion Greater London im Jahr 1965 entstand aus der Fusion der Municipal Boroughs Hornsey, Tottenham und Wood Green der London Borough of Haringey.

## Statistik
Die Fläche betrug 1607 acres (6,50 km²). Die Volkszählungen ergaben folgende Einwohnerzahlen:
| Jahr      | 1901   | 1911   | 1921   | 1931   | 1951   | 1961   |
| Einwohner | 34.233 | 49.369 | 50.707 | 54.181 | 52.228 | 47.945 |